# Zygonyx ranavalonae
Zygonyx ranavalonae е вид водно конче от семейство Libellulidae.

## Разпространение
Този вид е разпространен в Мадагаскар.